# Famille dentaire
 (juin 2011).
Si vous disposez d'ouvrages ou d'articles de référence ou si vous connaissez des sites web de qualité traitant du thème abordé ici, merci de compléter l'article en donnant les références utiles à sa vérifiabilité et en les liant à la section « Notes et références ».
Chez les animaux chez lesquels il existe un remplacement des dents au cours de la vie de l'individu, une famille dentaire désigne l'ensemble des dents successives qui se développent en un même site dans la mâchoire.